# Baikalgebirge

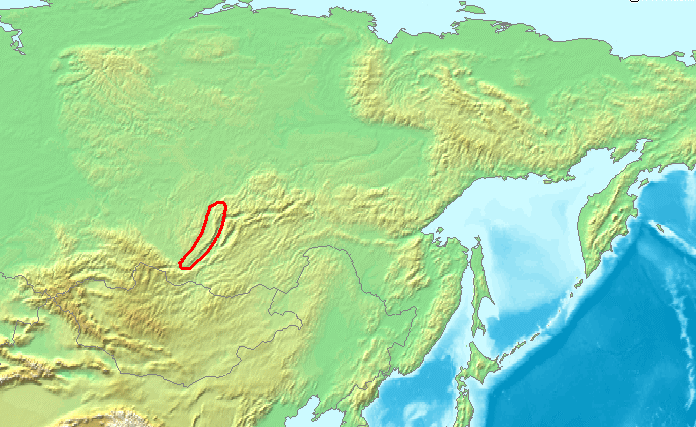
Lage des Baikalgebirges

Das Baikalgebirge (russisch Байкальский хребет, wiss. Transliteration Bajkal'skij chrebet) ist ein Gebirge (bis 2588 Meter) am Westufer des Baikalsees im Süden Sibiriens.
Das zu den Südsibirischen Gebirgen gehörende Baikalgebirge, das nur dünn besiedelt ist, befindet sich in der Oblast Irkutsk und in der Republik Burjatien. Es grenzt im Norden an das Mittelsibirische Bergland, im Nordosten an das Stanowojhochland, in südlichen Richtungen an den Baikalsee und im Westen geht es über das Tal der Lena, die in diesem Gebirge entspringt, in das Tal der Angara über. Der Gebirgszug des Baikalgebirges erstreckt sich über eine Länge von 300 km.